# Gabriele Graziani
Gabriele Graziani (* 10. April 1975 in Turin) ist ein ehemaliger italienischer Fußballspieler und aktueller -trainer.

## Spielerkarriere
Gabriele Graziani begann mit dem Fußballspielen in der Jugend vom FC Turin. 1993 wechselte er in die erste Mannschaft. Kam dort jedoch nicht zum Zuge. Daraufhin wurde er im November 1994 an die SS Nola in die Liga C1 verkauft. Dort debütierte er im Profifußball. Nach 16 Spielen und einem Tor wechselte er im Sommer 1995 nach Deutschland zu Hertha BSC. In der 2. Bundesliga gelang ihm allerdings weder unter Karsten Heine noch unter dessen Nachfolger Jürgen Röber der Durchbruch, sodass Graziani nach lediglich neun Einsätzen, davon acht als Einwechselspieler, wieder nach Italien zurückkehrte. In der Serie C1 bestritt er 17 Spiele für die SS Arezzo, bis er im Januar 1997 an die US Pistoiese ausgeliehen wurde. Nach Ende der Leihe wechselte Graziani im Sommer 1997 zur AC Siena. Im April 1998 kehrte er vorzeitig nach Arezzo zurück, um mit seinen Gefährten den Aufstieg in die Serie C1 zu feiern, wobei er dort immerhin noch auf sechs Einsätze kam. Nachdem er auch zu Beginn der Saison 1998/99 bei Arezzo keinen Stammplatz erobern konnte (5 Partien, keine Tore), ging er im November 1998 zur AC Mestre in die Serie C2. Dort bestritt Graziani 21 Spiele und erzielte 7 Ligatore.
Im Februar 2000 zog es Gabriele Graziani zu Mantova Calcio. Dort sollte er die erfolgreichste Zeit seiner Karriere erleben. Von Februar bis Juni 2000 erzielte er in 10 Spielen 5 Tore. In der folgenden Sison übertraf Graziani dann zum ersten Mal in seiner Karriere die Marke von 10 Toren in einer Spielzeit und erzielte 11 Treffer in 31 Partien. In der Saison 2001/02 traf er dann neunmal in 30 Spielen. Noch besser lief das folgende Jahr, in dem der Spieler in 30 Spielen 16 Tore erzielte.
In den Jahren 2003 bis 2004 brach Graziani den Rekord des Vorjahres (17 Tore in 30 Einsätzen) und hatte so großen Anteil daran, dass die Mannschaft den Aufstieg in die Serie C1 schaffte. Nach nur einer Saison in der dritten Profi-Liga schaffte Mantua den Durchmarsch in die zweitklassige Serie B. Der Spieler erzielte 9 Tore in 31 Spiele. Die gleiche Anzahl von Toren gelang ihm auch in der Saison 2005/06, in der die Mantovaner den Aufstieg in die Serie A knapp verpassten. In der Spielzeit 2006/07 schoss er in 17 Einsätzen ein Tor.
Im Sommer 2007 wechselte Graziani nach sieben Spielzeiten im Mantova-Trikot zur US Cremonese. In der Saison 2007/08 bestritt er 28 Spiele und erzielte 12 Tore. Im Sommer 2009 ging er zum FC Bassano 1903 und nach nur einem halben Jahr zur AC Sambonifacese. Im folgenden Sommer kehrte er wieder nach Mantua zurück. Er traf bereits am ersten Spieltag und trug während der Saison zum Gewinn der Serie D bei. Zur Saison 2012/2013 wechselte er schließlich ins Team der AC Castellana Calcio, wo er am Ende der Spielzeit seine Spielerkarriere beendete.

## Trainerkarriere
Nach dem Ende seiner Spielerkarriere 2013 wurde Gabriele Graziani Leiter des Jugendsektors in Mantua. Am 27. Oktober 2015 wurde er Ivan Javorčićs Co-Trainer auf der Bank des Klubs. Am 30. November 2016 wurde er neuer Cheftrainer von Mantova. Am Ende der Saison musste der Verein jedoch die Insolvenz anmelden und im Amateurbereich neu anfangen.
Am 18. September 2017 wurde Gabriele Graziani Trainer bei Calcio Correggese. Am 9. November 2018 unterschrieb Graziani einen Vertrag bei der US Governolese.

## Privates
Gabriele Graziani ist der Sohn des ehemaligen italienischen Nationalspielers Francesco Graziani.